# Погребы (городской округ Ульяновск)
Погребы́ — деревня в составе городского округа Ульяновск, в Засвияжском районе Ульяновска. В некоторых источниках — село или посёлок Погребы.

## Географическое расположение
Деревня Погребы находится западнее села Арское. С южной стороны от нее протекает река Сельдь и на противоположном берегу параллельно реке проходит автомобильная трасса Р178. С западной стороны протекает ручей Гремячий Ключ.

## История
Основана как Погребовская слобода в 1649 году на Симбирской засечной черте. Сюда были поселены Малмыжские и Аладские переведенцы — 31 пеших стрельцов и 22 Устюжских ссыльных. Названа была эта слобода из-за того, что там были построены пороховые погреба, для хранения «пищальнаго зелья».  
В 1650 году здесь была построена деревянная часовня,  в которой хранилась древняя икона Нерукотворного Спасса, пожалованная, по преданию, царём Алексеем Михайловичем  первым поселенцам Погребовской слободы. 
В 1780 году, при создании Симбирского наместничества, деревня Погребов, пахотных солдат, вошла в состав Симбирского уезда. 
Во время генерального межевания (1795) в Погребах было, 47 дворов (136 муж. и 140 жен.) пахотных солдат. 
В 1851 году из деревни Погребов добровольно выселилось 28 семейств (43 души) удельных крестьян они поселились на р. Грязном Ключе и основали новую деревню — Погребовский выселок. 
В 1859 году деревня Погребы, на Московском почтовом тракте из г. Симбирска, во 2-м стане  Симбирского уезда Симбирской губернии.
В 2002 году деревня вошла в состав Засвияжского района Ульяновска.

## Население
- В 1780 году — 84 ревизских душ[6].

- В 1795 году в Погребах было, 47 дворов (136 муж. и 140 жен.) пахотных солдат.

- В 1859 году — 401 житель[8].

- В 2010 году — 156.

## Инфраструктура
В настоящее время в Погребах располагаются садоводческие товарищества: «Станкостроитель», «Фруктовое», «Берёзка», «Энергетик» и «Домостроитель-2». Местного населения — не более 200 человек.

## Достопримечательности

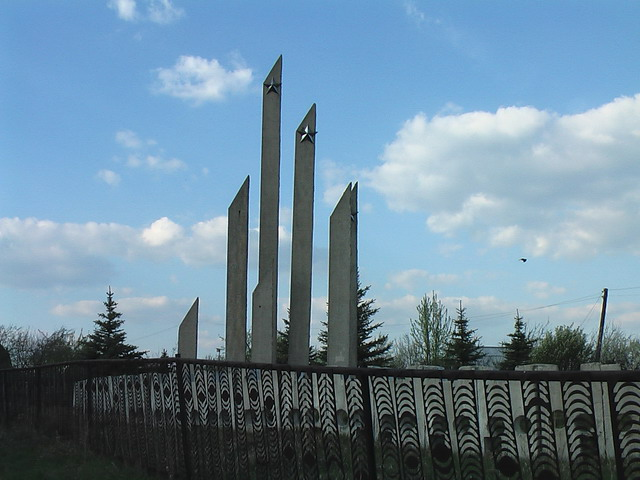
Мемориальный комплекс в честь погибших красноармейцев на горе у деревни Погребы

- На территории садоводческого товарищества «Берёзка» располагается обелиск в честь погибших в 1918 году красноармейцев.

- В трёх километрах от Погребов находится святой источник Николая Угодника (Чудотворца) с купелью[9].

- Южнее деревни на противоположном берегу реки Сельдь можно увидеть сохранившийся вал симбирской засечной черты

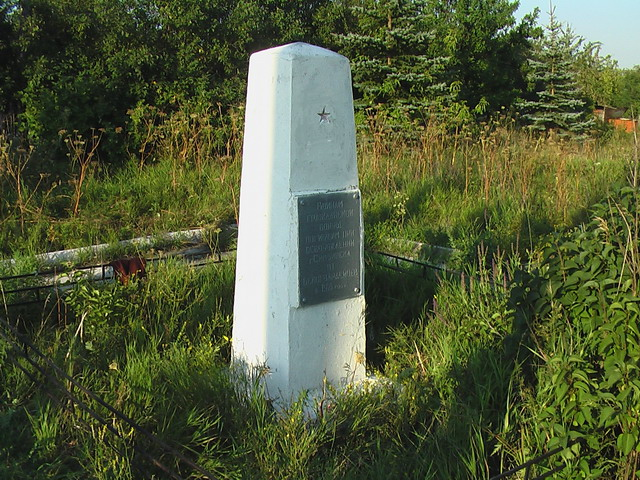
Братская могила воинов Гражданской войны: севернее деревни в 50 м на горе, Погребы.

## Транспорт
- Маршрутное такси и автобус № 66, № 13с.
- Южнее деревни проходит автодорога Р178 и на ней имеется одноименный остановочный павильон